# Соколов, Владимир Константинович (писатель)
Соколов, Владимир Константинович (1910—1986) — писатель, прозаик, член Союза писателей России.

## Биография
Соколов Владимир Константинович родился 26 мая 1910 года в селе Воскресенское Смоленской губернии (сейчас село Днепровское) в семье сельского учителя.
В 1926 г. окончив среднюю школу начал работать секретарем сельского Совета. В 1929 г. уехал в Москву для повышения образования и до 1931 г. совмещал вечернюю учёбу в рабочем университете и работал механизатором на строительстве фабрики «Союзкино». В 1936 г. окончил МИФЛИ — Московский институт истории, философии и литературы. Получил направление на преподавательскую работу в Орловский педагогический институт.
В 1939 году вступил в ряды ВКП(б). Начал работать в редакции областной газеты «Орловская правда».
В годы Великой Отечественной войны (с марта 1943) был в опергруппе Орловского штаба партизанского движения, участвовал в организации партизанского движения на Брянщине. Был награжден орденом Красной звезды за активную работу по организации печатной пропаганды в тылу врага. В 1944 году был переведён на работу в Брянский обком партии.
Работал секретарем Брянского областного комитета партии (избран в 1956 г.), заместителем председателя облисполкома (с 1964 г.), заместителем председателя президиума облсовета ВООП. Награжден, за вклад в охрану природы, двумя золотыми медалями ВДНХ.
Работал редактором областной газеты «Брянский рабочий»
В 1959 году в местном издательстве вышла первая книга за авторством Соколова В. К.- документальная повесть «Край партизанский» и в 1964 году был принят в Союз писателей СССР. С 1968 по 1983 г. году занимал пост ответственного секретаря Брянской областной писательской организации.
В Брянске на ул. Октябрьская, дом 49 установлена Мемориальная доска, в честь Соколова Владимира Константиновича.